# Przywilej lutomyski
Przywilej lutomyski – przywilej nadany 1 września 1291 w Lutomyślu przez Wacława II Czeskiego duchowieństwu, rycerstwu i mieszczaństwu w zamian za uzyskanie tronu krakowskiego.
Przywilej gwarantował, że władca nie nałoży nowych podatków oraz nie obsadzi urzędów bez porozumienia z dostojnikami danej ziemi. Potwierdzał także prawa zapewnione wcześniejszymi przywilejami. Dotyczyło to dawnych praw i wolności oraz uznania przez Wacława II wszystkich darowizn ziemskich dokonanych przez jego poprzedników na tronie krakowskim.